# Mara Cruz
Mara Cruz (nom artístic de María Isabel Palomo González, Madrid, 24 de març 1941) és una actriu de cinema espanyola.

## Biografia
Cruz va ser estudiant de l'Institut d'Investigacions i Experiències Cinematogràfiques (IIEC) del seu Madrid natal. En la seva carrera del 1957 al 1976 va realitzar 35 pel·lícules, ocasionalment també produccions de televisió, excepte al seu país d'origen sovint a Itàlia; Tot i això, la seva fama no va poder competir amb la de les seves companyes Sara Montiel i Carmen Sevilla.

## Filmografia
- 1958: Caravana de esclavos
- 1958: La rivolta dei gladiatori
- 1958: Gli italiani sono matti
- 1959: En las ruinas de Babilonia
- 1962: Nur tote Zeugen schweigen
- 1965: Johnny West il mancino[3]
- 1966: Las siete magníficas[4]
- 1967: Dos cruces en Danger Pass
- 1967: Los 7 de Pancho Villa
- 1972: Disco rojo
- 1975: Con la música a otra parte
- 1976: El misterio de la perla negra

## Premis
Premi a la millor actriu per Disco rojo als Premis del Sindicat Nacional de l'Espectacle de 1972